# Lars-Jørgen Salvesen
Lars-Jørgen Salvesen, född 19 februari 1996, är en norsk fotbollsspelare som spelar som anfallare för Derby County.

## Karriär
Salvesen började sin karriär i FK Vigør och spelade för seniorlaget i norska tredjedivisionen 2013 innan han gick med i IK Start. Han debuterade sedan i Eliteserien i augusti 2014 som inhoppare i sista minuten mot Sogndal. I augusti 2018 gick han till Ullensaker/Kisa på ett 1,5-årskontrakt.
Salvesen skrev på med Sarpsborg den 17 januari 2019 ett kontrakt som skulle vara i tre år. Salvesen skrev på ett tre och ett halvt års kontrakt med Bodø/Glimt den 27 juli 2022.
Den 7 mars 2023 skrev han på ett fyraårskontrakt med Viking.
Den 15 januari 2025 skrev han på ett två och ett halvt års kontrakt för den engelska EFL Championship-klubben Derby County för en icke offentliggjord summa. Den 21 januari 2024 debuterade han för klubben i en 0–1-förlust mot Sunderland i ligan.